# 무키아 우파니샤드
108권의 우파니샤드의 집성을 가리키는 아드바이타 베단타 학파의 묵티카(Muktika) 정전의 처음 10권을 무키아 우파니샤드(Mukhya Upanishads) 또는 간단히 무키아라고 한다. 다쇼오파니샤드(Dashopanishad)라고도 한다. 무키아 우파니샤드는 가장 오랜 10권의 우파니샤드로 기원후 9세기의 학자로 인도의 최대 철학자로 꼽히는 샹카라는 이 10권의 우파니샤드에 대한 주해서를 저술하였다. 산스크리트어 "무키아(mukhya)"는 "주요한", "으뜸의" 또는 "뛰어난"의 의미를 가진다.  이들 10권의 무키아 우파니샤드의 성립 연대는 모두 서력 기원 이전인 것으로 여겨지고 있으며, 모든 힌두교인들은 이 책들이 신의 계시에 의해 성립된 문헌을 가리키는 슈루티에 속한 것으로 받아들이고 있다.
무키아 우파니샤드의 목록은 다음과 같다. 해당 우파니샤드의 관련 베다가 함께 표시되어 있다: 리그베다: ṚV, 사마베다: SV, 수클라 야주르베다: ŚYV, 크리슈나 야주르베다: KYV, 아타르바베다: AV.
1. 이샤 우파니샤드(Īṣa) (ŚYV), "내부의 지배자"
2. 케나 우파니샤드(Kena) (SV), "누가 세상을 운행하는가?"
3. 카타 우파니샤드(Kaṭha) (KYV), "교사로서의 죽음"
4. 프라스나 우파니샤드(Praṣna) (AV), "생명의 숨"
5. 문다카 우파니샤드(Muṇḍaka) (AV), "지식의 두 가지 방식"
6. 만두캬 우파니샤드(Māṇḍūkya) (AV), "의식과 그 심천의 단계"
7. 타이티리야 우파니샤드(Taittirīya) (KYV), "음식에서 기쁨으로"
8. 아이타레야 우파니샤드(Aitareya) (ṚV), "소우주로서의 인간"
9. 찬도갸 우파니샤드(Chāndogya) (SV), "노래와 희생"
10. 브리하드아란야카 우파니샤드(Bṛhadāraṇyaka) (ŚYV), 제목의 뜻은 "대 삼림" 또는 "대 광야"

언어학적으로, 무키아 우파니샤드 중 가장 오랜 《브리하다란야카 우파니샤드》와 《찬도기아 우파니샤드》 등은 베다 산스크리트어 시대 중 "브라마나(Brahmana)" 시대에 속하는데, 이 시대는 산스크리트어 문법학자인 파니니(fl. 기원전 6세기) 이전의 시대이다. 중간층에 속하는 《카타 우파니샤드》 등은  베다 산스크리트어 시대 중 "수트라(Sutra)" 시대에 속하는데, 대체로 파니니와 동시대이다. 가장 이른 시기의 것들은 고전 산스크리트어의 초기 시대에 속하는데, 《바가바드 기타》(기원전 4세기부터 서력 기원까지 또는 마우리아 제국 시대)와 대략 동시대이다.

## 같이 보기
- 사만야 베단타 우파니샤드(Samanya Vedanta Upanishads)
- 《주요 우파니샤드(Principal Upanishads)》 (책)